# Robert-André Vivien
Robert-André Vivien (* 24. Februar 1923 in Saint-Mandé, Département Seine, heute: Département Val-de-Marne; † 8. Mai 1995 ebenda) war ein französischer Politiker der Union für die Neue Republik UNR (Union pour la Nouvelle République) und deren Nachfolgeorganisationen sowie zuletzt des Zusammenschlusses für die Republik RPR (Rassemblement pour la République), der zwischen 1962 und 1969 sowie erneut von 1973 bis zu seinem Tode 1995 Mitglied der Nationalversammlung (Assemblée nationale) war. Er fungierte im Kabinett Chaban-Delmas von 1969 bis 1972 als Staatssekretär für Wohnungsbau im Ministerium für Ausrüstung und Wohnungsbau. 

## Leben

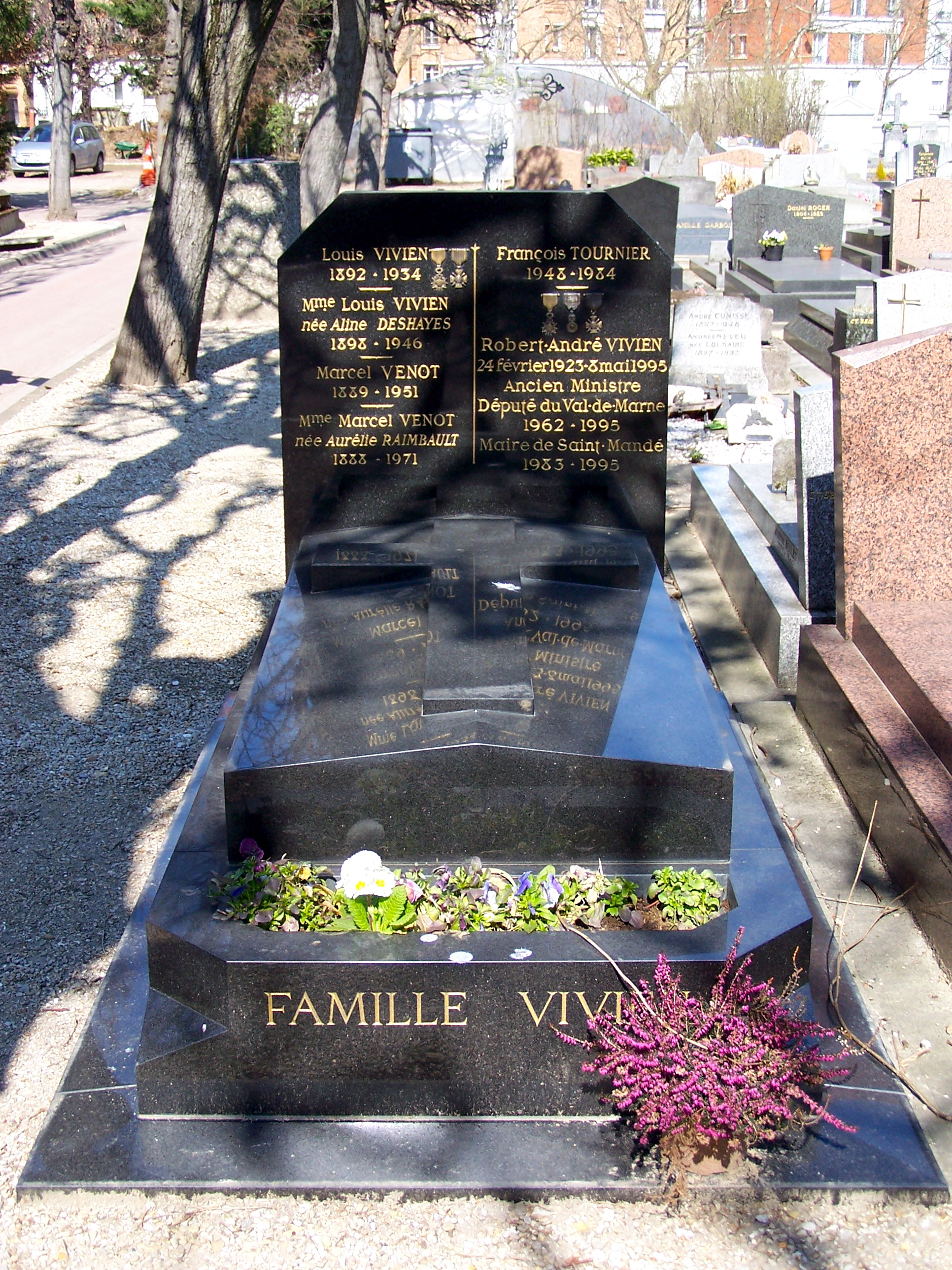
Grabstätte von Robert-André Vivien.

Robert-André Vivien stammte aus einer Industriellenfamilie und begann sich während der Deutschen Besetzung Frankreichs im Zweiten Weltkrieg 1940 bereits als 17-Jähriger in der Widerstandsbewegung Résistance zu engagieren. Er trat den von Charles de Gaulle gegründeten Freien Französischen Streitkräften FFF (Forces françaises libres) bei und nahm an Kampfeinsätzen in Libyen, Tunesien und Italien teil. Er wurde für seine Einsätze und seine Verdienste Kommandeur der Ehrenlegion und erhielt unter anderem auch die Médaille de la Résistance und das Croix de guerre 1939–1945. Nach Kriegsende arbeitete er im familiären Textilunternehmen und begann sein politisches Engagement in der Kommunalpolitik, als er 1947 zum Mitglied des Gemeinderates seiner Geburtsstadt Saint-Mandé gewählt wurde. Er war zwischen 1959 und 1968 zunächst Mitglied des Generalrates des Départements Seine beziehungsweise von 1968 bis 1988 Mitglied des Generalrates des Départements Val-de-Marne.
Bei der Parlamentswahl am 18. und 25. November 1962 wurde Vivien für die Union für die Neue Republik UNR (Union pour la Nouvelle République) als Nachfolger von Antoine Quinson erstmals zum Mitglied der Nationalversammlung (Assemblée nationale) gewählt und vertrat zunächst vom 2. Dezember 1962 bis zum 2. April 1967 den Wahlkreis Paris 46. Nach Auflösung dieses Wahlkreises kandidierte er für die Union der Demokraten für die Fünfte Republik UD-Ve (Union des Démocrates pour la Ve République) im neu geschaffenen Wahlkreis Val-de-Marne 6 bei der Wahl am 5. und 12. März 1967 und gehörte der Nationalversammlung nach seiner Wiederwahl bei der Wahl am 23. und 30. Juni 1968 für die Union der Demokraten der Republik UDR (Union des démocrates pour la République) vom 3. April 1967 bis zum 22. Juli 1969 an, woraufhin Roland Vernaudon dieses Mandat übernahm.
Am 22. Juni 1969 wurde Robert-André Vivien als Staatssekretär für Wohnungsbau im Ministerium für Ausrüstung und Wohnungsbau (Secrétaire d’État, chargé du logement auprès du ministre de l’équipement et du logement) in das Kabinett Chaban-Delmas berufen und bekleidete dieses Amt als einer der engsten Mitarbeiter des Ministers für Ausrüstung und Wohnungsbau Albin Chalandon bis zum 5. Juli 1972.
Bei der Parlamentswahl am 4. und 11. März 1973 wurde Vivien für die Union der Demokraten der Republik im Wahlkreis Val-de-Marne 6 als Nachfolger von Roland Vernaudon wiederum zum Mitglied der Nationalversammlung gewählt und gehörte dieser nach seinen Wiederwahlen am 12. und 19. März 1978, 14. und 21. Juni 1981, 16. März 1986, 5. und 12. Juni 1988 und am 21. und 28. März 1993 vom 2. April 1973 bis zu seinem Tode am 8. Mai 1995 an, wobei er seit dem 3. April 1978 den Zusammenschluss für die Republik RPR (Rassemblement pour la République) vertrat. Nach seinem Tode rückte Antoine Pouillieute für die RPR am 10. Mai 1995 als sein Nachfolger für diesen Wahlkreis zum Mitglied der Nationalversammlung nach. Als Nachfolger des früheren Senators Jean Bertaud wurde er ferner 1983 zum Bürgermeister von Saint-Mandé gewählt und bekleidete auch dieses Amt bis zu seinem Tode 1995, woraufhin das spätere Mitglied der Nationalversammlung und bisherige stellvertretende Bürgermeister Patrick Beaudouin neuer Bürgermeister wurde.